# Våler, Innlandet
Våler este o comună din provincia Innlandet, Norvegia.